# Deniz Mujić
Deniz Mujić (sinh ngày 7 tháng 8 năm 1990) là một cầu thủ bóng đá người Áo gốc Bosnia  hiện tại thi đấu ở vị trí tiền vệ hoặc tiền đạo cho câu lạc bộ Swiss 1. Liga FC Balzers.

## Sự nghiệp
Vào tháng 1 năm 2014, anh gia nhập đội dự bị FC St. Gallen. Vào ngày 8 tháng 1 năm 2016, anh gia nhập FC Schaffhausenj theo dạng cho mượn đến hết mùa giải 2015-16. Vào ngày 29 tháng 7 năm 2016, anh gia hạn hợp đồng tại FC St. Gallen đến năm 2018 and được cho mượn đến FC Chiasso mùa giải 2016-17.